# Jean-Émile Reymond
Pour les articles homonymes, voir Reymond.
Jean-Émile Reymond, né le 2 mai 1912 à Saint-Bonnet-de-Valclérieux et mort le 12 avril 1992 à Paris, est un haut fonctionnaire et homme politique français. 

## Biographie
Jean-Émile Reymond a notamment occupé divers postes préfectoraux : il a d'abord été sous-préfet de Forcalquier (1945-1946), puis préfet de la Corrèze (1946-1947), préfet de la Marne (1950-1951), préfet de l'Oise (1954-1957) et préfet des Pyrénées-Atlantiques (1957-1960).
Il a ensuite été ministre d'État de Monaco de 1963 à 1966.
Il a été également maire de Senlis de 1971 à 1974.